# Quatro Irmãos
Quatro Irmãos est une ville brésilienne du Nord-Ouest de l'État du Rio Grande do Sul, faisant partie de la microrégion d'Erechim et située à 368 km au nord-ouest de Porto Alegre, capitale de l'État. Elle se situe à une latitude de 27° 46′ 60″ sud et à une longitude de 52° 48′ 31″ ouest. Sa population était estimée à 1 735, pour une superficie de 720 km2.

## Origines
L'origine du nom vient de l'appartenance de la terre de l'endroit à la famille Santos Pacheco, dont les quatre frères (quatro irmãos, en portugais) possédaient 93 985 hectares.

## Histoire
En 1891, fut fondée à Londres par le Baron Hirsch, la Jewish Colonization Association, qui acquit la fazenda des Quatro Irmãos Pacheco, pour la transformer en une colonie juive.
En 1911 et 1912 les premiers Juifs commencèrent à arriver, en provenance des provinces de l'Argentine voisine. À cette même époque, un groupe de 40 familles arrivaient aussi de Bessarabie et de Russie.
1913 amena un contingent supplémentaire de 150 familles aussi originaires de l'Empire russe ; le point culminant de l'immigration fut 1914, avec un total d'environ 450 familles.
À l'époque, le territoire concerné faisait partie de la municipalité de Passo Fundo.

## Maires
| Période | Période | Identité             | Étiquette | Qualité |
| ------- | ------- | -------------------- | --------- | ------- |
| 2004    | 2008    | Leonir Nadal         | PMDB      |         |
| 2008    | 2012    | Jupyr Souza Oliveira | PP        |         |

## Villes voisines
- Paulo Bento
- Erechim
- Erebango
- Ipiranga do Sul
- Sertão
- Pontão
- Ronda Alta
- Jacutinga